# Сатрапия
Сатра́пия (др.-перс. xšaθra; перс. شهر‎) — административная единица, военно-административный округ (провинция) в государстве Ахеменидов, возглавлявшаяся сатрапом.

## История (древняя Персия)
Сатрап (др.-перс. xšaθrapāvan — хранитель царства; новоперс. شهربان‎) — правитель сатрапии, возглавлявший её администрацию, отвечавший за сбор податей, вершивший суд, набиравший войска и контролировавший местных чиновников. В руках сатрапа была сосредоточена военная и гражданская власть, что давало им большую самостоятельность, которой они иногда злоупотребляли.
Термин, как полагают, мидийского происхождения, то есть должность с таким названием существовала ещё в Мидийском царстве. Первый документально известный сатрап — Гарпаг, которого Кир Великий назначил наместником-правителем Лидии после её завоевания. Около 518 до н. э. Дарий I провел административную реформу, разделив всю Персидскую державу (за исключением коренной страны персов Персиды) на 20 сатрапий. Границы сатрапий в большинстве случаев соответствовали границам отдельных стран, входивших в государство Ахеменидов (Армения, Вавилония, Египет, Мидия и др.). Так, например, Армения при Ахеменидах была разделена на две сатрапии — 18-ю (Великая Армения) и 13-ю, которая, по мнению некоторых исследователей, в конце IV в. до н. э. разделилась на Малую Армению и Софену.
Каждая сатрапия должна была выплачивать царю установленную дань (как правило, серебром) и выставлять определенные контингенты в царское войско в случае войны. Для предотвращения сепаратизма, в сатрапиях были поставлены гарнизоны, подчиненные непосредственно царю, и в каждой сатрапии командующим войсками сатрапии было вменено в обязанности контролировать сатрапа и доносить на него (и обратно). В остальном, центральная власть мало вмешивалась в дела сатрапов, позволяя им даже вести между собой войны… Со временем в ряде сатрапий должности сатрапов стали фактически наследственными.
Деление на сатрапии сохранялось и в государстве Селевкидов (однако должность главы сатрапии стратегом, также возникли объединявшие сатрапии к востоку от реки Тигр Верхние сатрапии), Парфянском царстве, государстве Сасанидов.

## Сатрап
Сатрап (др.-перс. xšaθrapāvan — хранитель царства; пехл. šatrap, новоперс. شهربان‎) — глава и правитель сатрапии в Древней Персии. Назначался царём и обычно принадлежал к его родне или высшей знати. На управляемой территории ведал сбором налогов, содержанием армии, был верховным судьёй сатрапии и имел право чеканить монету.
Деление Персии на сатрапии введено при династии Ахеменидов (558-330 до н. э.). Дарий I, создавший огромную империю, упорядочил эту систему. Его 20 сатрапий примерно соответствовали покорённым странам, сохранявшим свои законы и язык, но платившим подать имперскому центру.
Огромная власть, сосредоточенная в руках сатрапов, стимулировала сепаратизм и частые бунты, из которых наиболее известен поднятый в 366 году до н. э. против Артаксеркса II.
Александр Макендонский, покорив Персию, сохранил эту систему. Так же поступили затем Селевкиды, Парфянские цари и династия Сасанидов (244—657). Правда при Сасанидах значение сатрапов ослабло.

## Современное значение
В языке XIX—XX веков слово «сатрап» приобрело значение «жестокий начальник, самодур, деспот» — человек, управляющий по собственному произволу. При этом в революционной риторике фигурировало устойчивое выражение «царские сатрапы», которым обозначали любых имперских чиновников — отчего в наше время слово ассоциируется с представлением о ревностном служаке тиранической власти.

## Сатрапы Древнего мира
- Оронт I
- Эвагор (сатрап)
- Мазей (сатрап Киликии)
- Ариобарзан II Ктист
- Эвмен
- Артабаз II
- Тиссаферн
- Ариамн